# Thierry Noir

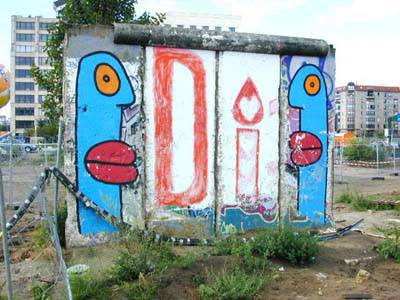
Ett minnesmärke, Diana, målat på en kvarvarande bit av Berlinmuren (1998).

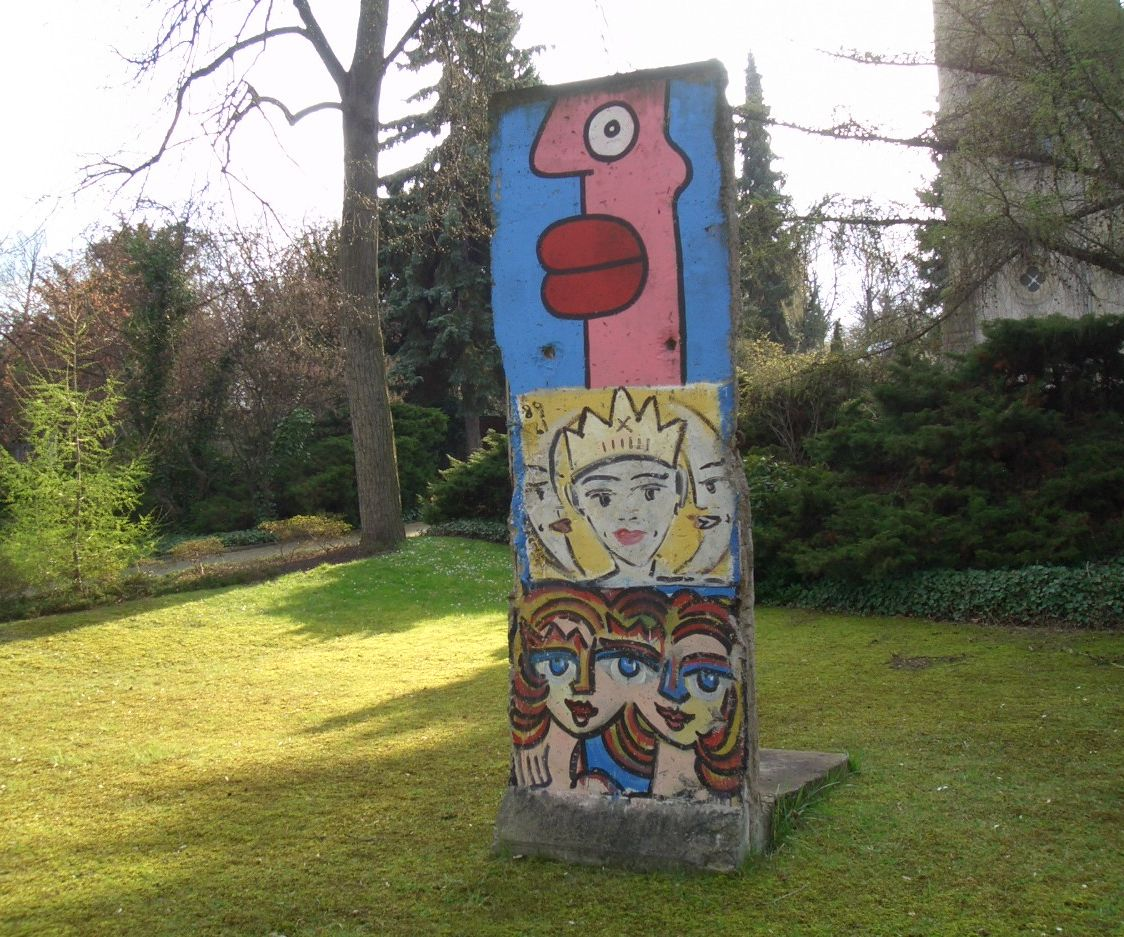
Tredelat verk på en kyrkogård i Berlin: Thierry Noir (övre delen), Kiddy Citny och Christophe-Emmanuel Bouchet.

Segment av Berlinmuren i New York.

Thierry Noir, född 1958 i Lyon, Frankrike, är en fransk konstnär som påstås vara den förste gatukonstnären att måla på Berlinmuren. Hans färgglada målningar betraktas nu som ikoniska och kan fortfarande ses på East Side Gallery.

## Biografi
Noir flyttade till Berlin i januari 1982 med två små resväskor, ditlockad av David Bowies och Iggy Pops musik, vilka just då bodde i Västberlin.Han bodde först i ett ödehus på Mariannenplatz nära Berlinmuren.
I april 1984 började Noir och Christophe-Emmanuel Bouchet måla Berlinmuren och hade till sist målat en kilometer av den. Han sade just då om målningen av muren: "Jag bestämde spontant att börja göra något på muren och jag fick tusentals frågor - alla ville veta något om detta, eftersom det var nytt - det fanns inga stora målningar på muren." Mellan 1984 och rivningen av Berlinmuren hade flera andra konstnärer, som Keith Haring, Kiddy Cidny och Indiano målat på muren. Noir kan kortfattat ses måla en del av Berlinmuren i Wim Wenders’ film Wings of Desire, 1987.
År 1992 förklarades Berlinmuren som ett historiskt monument. Under 2009 deltog Noir i ett projekt, på initiativ av den lokala administrationen, för att återställa 1 300 meter av muren för att ta itu med de problem som orsakats under årens lopp av vandalism, väder och stöld. Som en del av detta målade Noir om flera av sina originalverk.

## Andra uppdrag
I början av 2013 målade Noir en stor väggmålning, tillsammans med gatukonstnär Stik från London, på en tunnelbanevägg i Shoreditch i London, på uppdrag av Street Art London.
Senare under 2013 deltog Noir i Baroque the Streets, en samlingsutställning anordnad av Dulwich Picture Gallery och Street Art London. Noir gjorde en väggmålning av Giovanni Battista Tiepolos barockmästerverk Josef tar emot Faraos ring (1755) i Dulwich Park.
I december 2013, under Art Basel-mässan i Miami, målade Noir om fyra segment av Berlinmuren. Segmenten av muren tillsammans med flera andra verk av Noir är nu en del i den offentliga konstsamlingen i Ironsidedistriktet.

## Utställningar
Noirs första separatutställning ägde rum på Howard Griffin Gallery  i Shoreditch, London, i april 2014. Howard Griffin arrangerade under oktober - november 2014 också en retrospektiv utställning av Noirs verk i Los Angeles.
I samband med den senare målade Noir en 100 meter lång minnesväggmålning på South Spring Street som en gåva till staden Los Angeles och som ett erkännande av det nästan halvsekellånga vänortsförhållandet mellan Berlin och Los Angeles. Muralmålningen är också ett särskilt minnesmärke av 25-årsdagen av Berlinmurens fall den 9 november 1989.

## Eftermäle
Spår av Noirs arbete är fortfarande synliga på East Side Gallery på Berlinmuren, förmodligen den största friluftsgalleriet i världen. Det finns också ett exempel på hans arbete på den del av muren som finns i New York på en gård på 53:e gatan mellan Madison och 5th Avenue.
Målningarna av Noir blev en symbol för nyfunnen frihet efter återföreningen av Tyskland och slutet av kalla kriget. Den irländska rockbandet U2 tog upp Noirs konstverk av de östtyska Trabantbilarna och använde bilder av dessa för att dekorera sitt  album Achtung Baby 1991. Albumet själv innehåller låtar som Zoo Station, med teman som inspirerats av murens fall och de förändringar som skedde i Europa i slutet av kalla kriget.
År 2000 var Noir med i den tyska dokumentären Nach Dem Fall ("Efter fallet"), där han diskuterade sin konst och betydelsen av muren för Berlin bara ett decennium efter rivningen av muren.
För att år 2009 fira den tjugonde årsdagen av Berlinmurens fall, ställdes tio ursprungliga delar av Berlinmuren, inklusive konstverk av Noir, ut i Los Angeles som en del av Wende Museums The Wall Project. Dessutom fick Noir och lokala konstnärer, som Shepard Fairey och Kent Twitchell, i uppdrag att skapa nya delar av konstverk för att visas tillsammans med de ursprungliga delarna av Berlinmuren. 